# Lourdes (Kolumbia)
Lourdes – miasto w Kolumbii, w departamencie Norte de Santander.